# Classe Albatros (pattugliatore)
La classe di unità litoranee di attacco veloce Typ 143 Albatros della Deutsche Marine, nonostante come nome sia precedente alla Typ 148 Tiger, è in realtà successiva e più potente.

## Storia
La classe che erano la versione realizzata per la Bundesmarine delle FPB-57, inizialmente si componeva di 10 unità motosilurante-missilistiche-cannoniere realizzate dai cantieri Lürssen, che hanno servito tra il 1976 e il 2005 nella Marina della Germania Ovest prima e della Germania dopo l'unificazione. Dopo essere state dismesse dal servizio sei di queste unità sono state cedute alla Tunisia e al Ghana.
Le unità di questa classe avevano un armamento potente, di 2 cannoni OTO Melara da 76mm Compatto, 2 lanciasiluri a poppa e 4 missili MM.38 Exocet.
Le successive unità della classe Typ 143A Gepard hanno rinunciato a parte di tale arsenale e sono state riequipaggiate, per migliorare la difesa aerea, con un lanciamissili per missili terra-aria RAM che ha sostituito il cannone poppiero ed i lanciasiluri.

## Unità
| sigla NATO | Sigla tedesca | Nome     | Call sign | entrata in servizio | disarmo           | Situazione attuale                           |
| ---------- | ------------- | -------- | --------- | ------------------- | ----------------- | -------------------------------------------- |
| P6111      | S61           | Albatros |           | 1º novembre 1976    | 24 marzo 2005     | Al Ghana nel 2012 ribattezzato Naa Gbewaa    |
| P6112      | S62           | Falke    |           | 13 aprile 1976      | 16 dicembre 2004  | smantellato all'arsenale di Wilhelmshaven    |
| P6113      | S63           | Geier    |           | 2 luglio 1976       | 29 settembre 2005 | Alla Tunisia ribattezzato 507 Himilcon       |
| P6114      | S64           | Bussard  |           | 14 agosto 1976      | 24 marzo 2005     | Al Ghana nel 2012 ribattezzato Yaa Asantewaa |
| P6115      | S65           | Sperber  |           | 27 settembre 1976   | 4 luglio 2005     | Alla Tunisia ribattezzato 506 Hamilcar       |
| P6116      | S66           | Greif    |           | 25 novembre 1976    | 4 luglio 2005     | Alla Tunisia ribattezzato 505 Hannon         |
| P6117      | S67           | Kondor   |           | 17 dicembre 1976    | 16 dicembre 2004  | smantellato all'arsenale di Wilhelmshaven    |
| P6118      | S68           | Seeadler |           | 28 marzo 1977       | 29 settembre 2005 | Alla Tunisia ribattezzato 508 Hannibal       |
| P6119      | S69           | Habicht  |           | 23 dicembre 1977    | 13 dicembre 2005  | Alla Tunisia ribattezzato 509 Hasdrubal      |
| P6120      | S70           | Kormoran |           | 18 luglio 1977      | 13 dicembre 2005  | Alla Tunisia ribattezzato 510 Giscon         |

## Galleria d'immagini
Immagini di unità Typ 143A

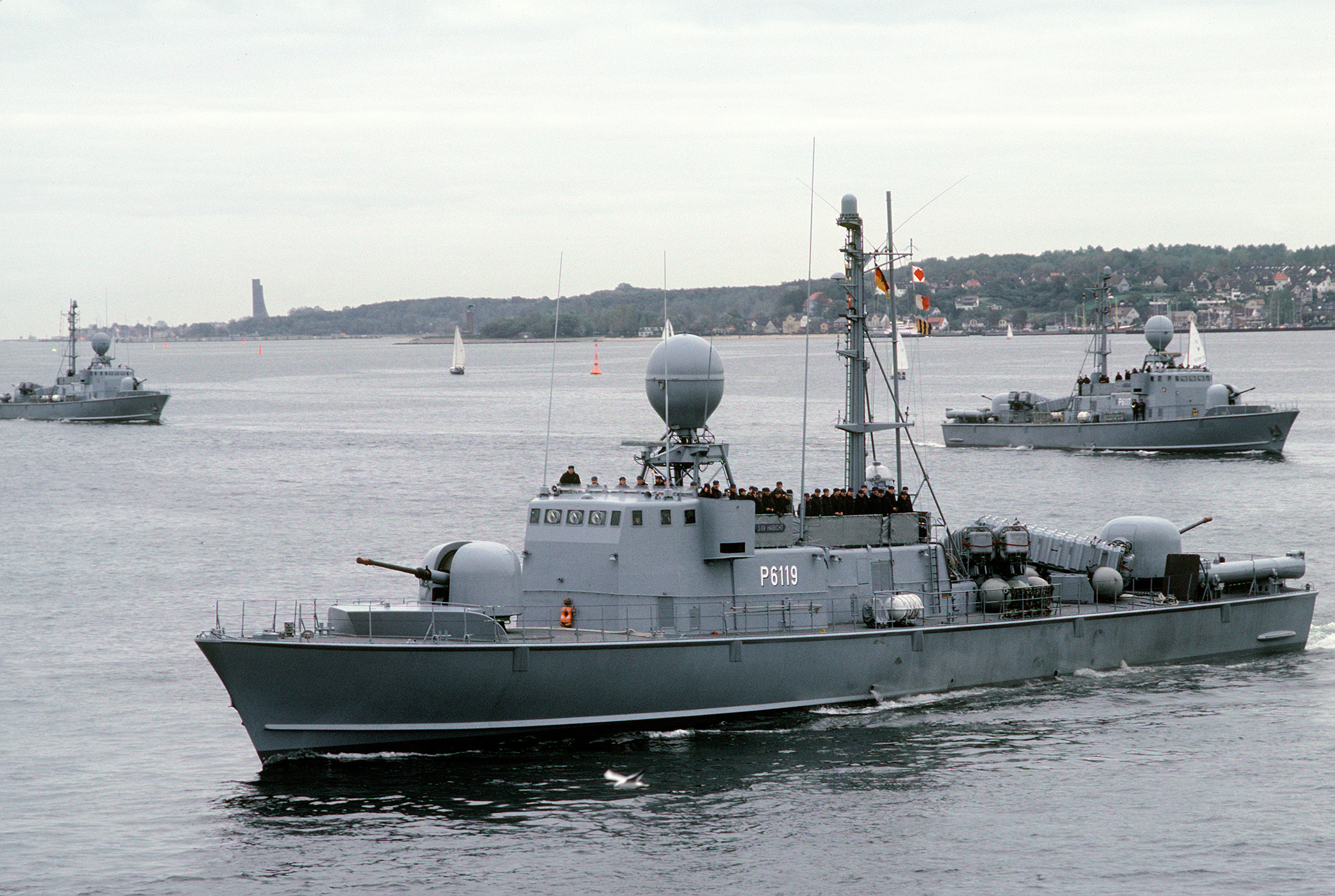
Motomissilistica S69 Habicht
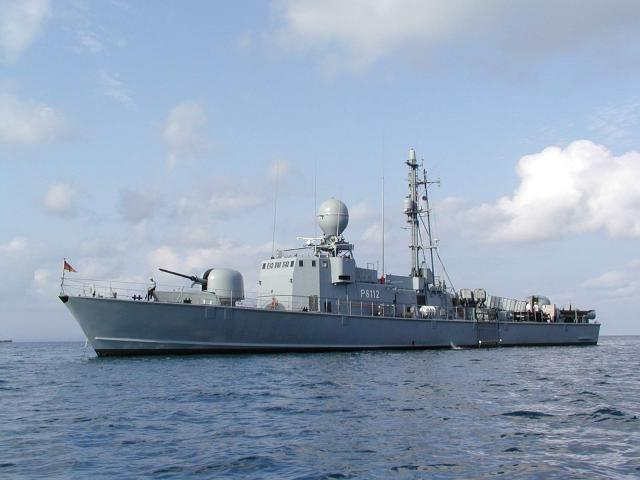
Motomissilistica S62 Falke